# David Hatchard
Pour les articles homonymes, voir Hatchard.
David Hatchard, né en 1947 à Birmingham, est un peintre britannique.

## Biographie
David Hatchard naît en 1947 à Birmingham. Il est diplômé d'écoles d'art en Angleterre et en France. Il s'inscrit dans la tradition tachiste de l'abstraction lyrique. Il jette des éruptions de couleurs pures, violentes, presque fluorescentes sur des fonds monochromes, les superposant les unes aux autres. Il participe à des expositions collectives, d'abord à Londres, puis à Paris (il est actif en France à partir de 1972) : en 1974 au Salon des Indépendants, à partir de 1976, régulièrement au Salon des Réalités Nouvelles et en 1978 au Salon de Vitry. Il  expose également dans d'autres pays, notamment à Copenhague en 1982. Il présente son travail dans le cadre d'expositions individuelles, notamment en 1984 à la Galerie Birch (da), à Copenhague.